# Carretera de Nebraska 1
La Carretera de Nebraska 1 (en inglés: Nebraska Highway 1) y abreviada NE 1, con una longitud de 26,88 millas (43,3 km), es una carretera estatal de sentido oeste-este ubicada en el estado estadounidense de Nebraska. La Carretera de Nebraska 1 hace su recorrido en el Oeste desde la U.S. Route 34 en Elmwood hacia el Este en la U.S. Route 50 en Manley. La carretera se interseca con la U.S. Route 35 y U.S. Route 75 en Murray.

## Cruces
Los principales cruces de la Carretera de Nebraska 1 son las siguientes:
| Condado | Ubicación | Millas | Cruces        | Notas    |
| ------- | --------- | ------ | ------------- | -------- |
| Cass    | Elmwood   | 0.0    | US 34         |          |
| Cass    | Murdock   | 7.38   | 13 A NE S-13A | Un ramal |
| Cass    | Manley    | 12.91  | NE 50         |          |
| Cass    | Murray    | 26.88  | US 34 US 75   |          |